# Fakó tejelőgomba
A fakó tejelőgomba vagy fakósárga tejelőgomba (Lactarius pallidus) a galambgombafélék családjába tartozó, Európában és Észak-Amerikában honos, bükkösökben élő, nem ehető gombafaj. 

## Megjelenése
A fakó tejelőgomba 5-10 (15) cm széles, alakja fiatalon domború, idősen szélesen kiterül, közepe bemélyedő lehet. Széle sokáig begöngyölt marad, majd aláhajló, öregen kiterülhet. Felszíne sima, nedvesen síkos vagy nyálkás. Színe fehéres, rajta szabálytalan sápadt krémszínű vagy lazacszínű foltokkal. A széle felé általában világosabb, sérülésre sötétebben foltosodik. Húsa merev, törékeny, színe fehéres halvány rózsaszínes beütéssel. Sérülésre fehér tejnedvet ereszt, amely halvány rózsaszínesen szárad. Szaga enyhén gyümölcsös, íze kissé csípős.
Közepesen sűrű állású lemezei tönkhöz nőttek, féllemezek előfordulnak. Világos krémszínűek, halvány rózsaszínes foltokkal.
Spórapora halvány okkeres, lazacszín árnyalattal. Spórája elliptikus vagy széles elliptikus, felülete zebraszerű mintát alkotva tüskézett, mérete 6,5-7,5 x 5-6,5 µm.
Tönkje 4-8 cm magas és 1-2,5 cm vastag. Alakja hengeres, felülete sima vagy enyhén ráncos, lehet síkos is. Színe a kalapéval megegyezik, nyomásra vágásra sötéten foltosodik. 

### Hasonló fajok
A csak kéttűs fenyők alatt élő, világosabb színű csarabos tejelőgombával vagy a jegenyefenyő alatt élő, sokkal nyálkásabb kalapú jegenyefenyő-tejelőgombával lehet összetéveszteni.

## Elterjedése és termőhelye
Európában és Észak-Amerikában honos.
Lomberdőkben, elsősorban bükkösökben, ritkábban nyír alatt található meg. Augusztustól októberig terem. 
Erősen csípős példányai miatt étkezésre nem ajánlott.  

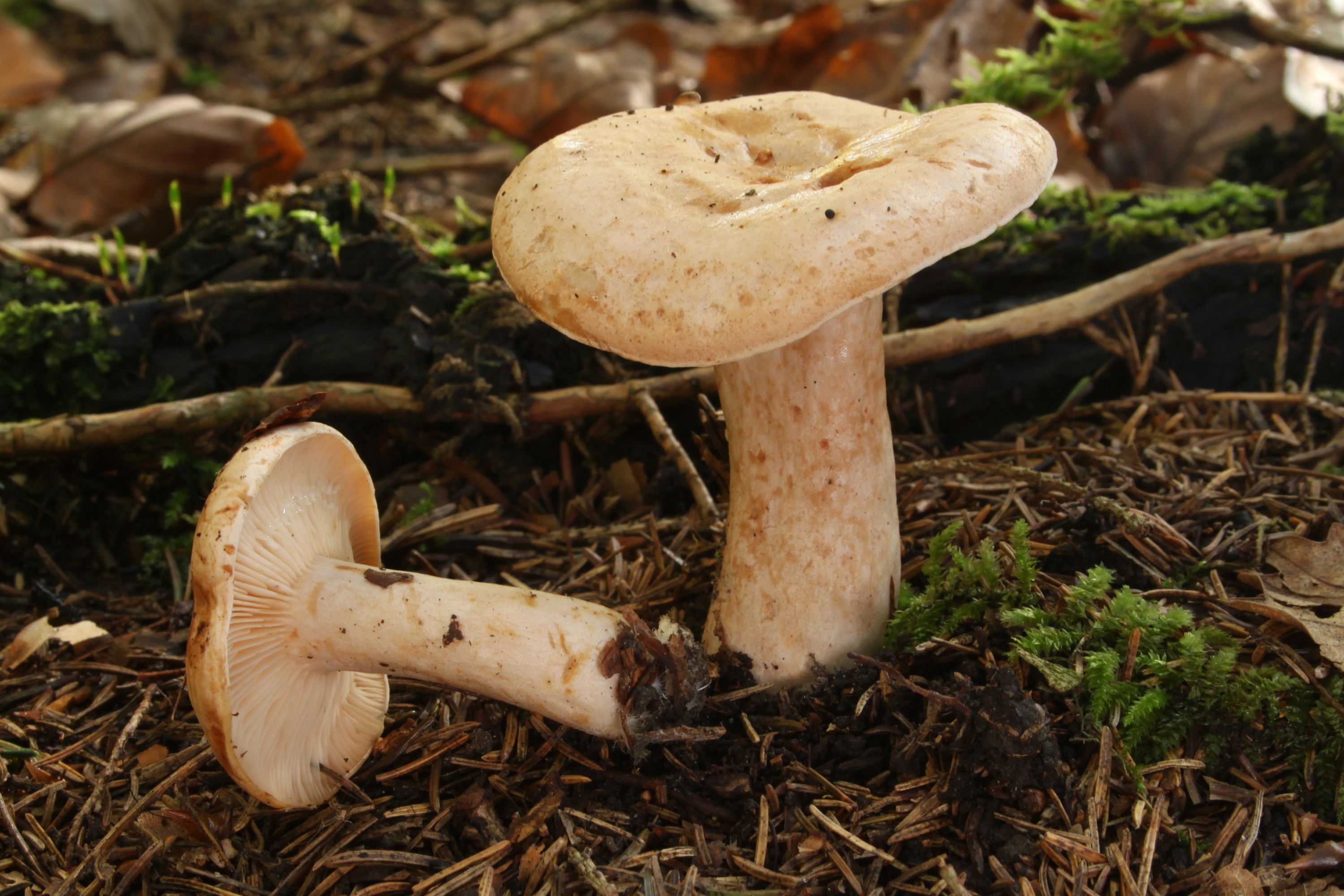
Fakó tejelőgomba
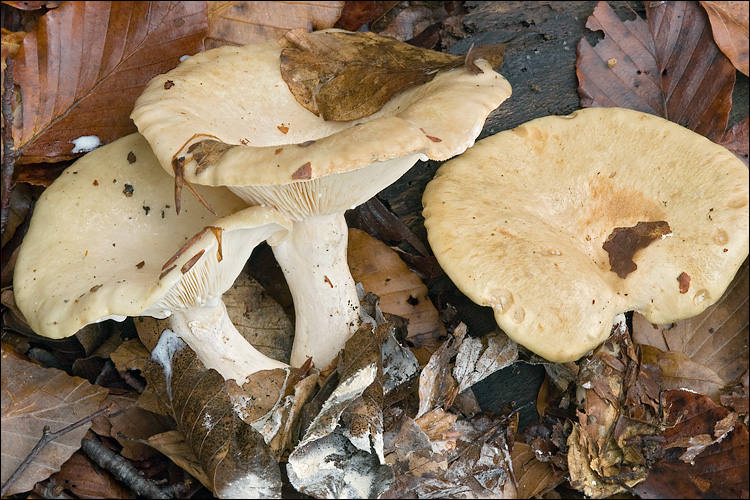
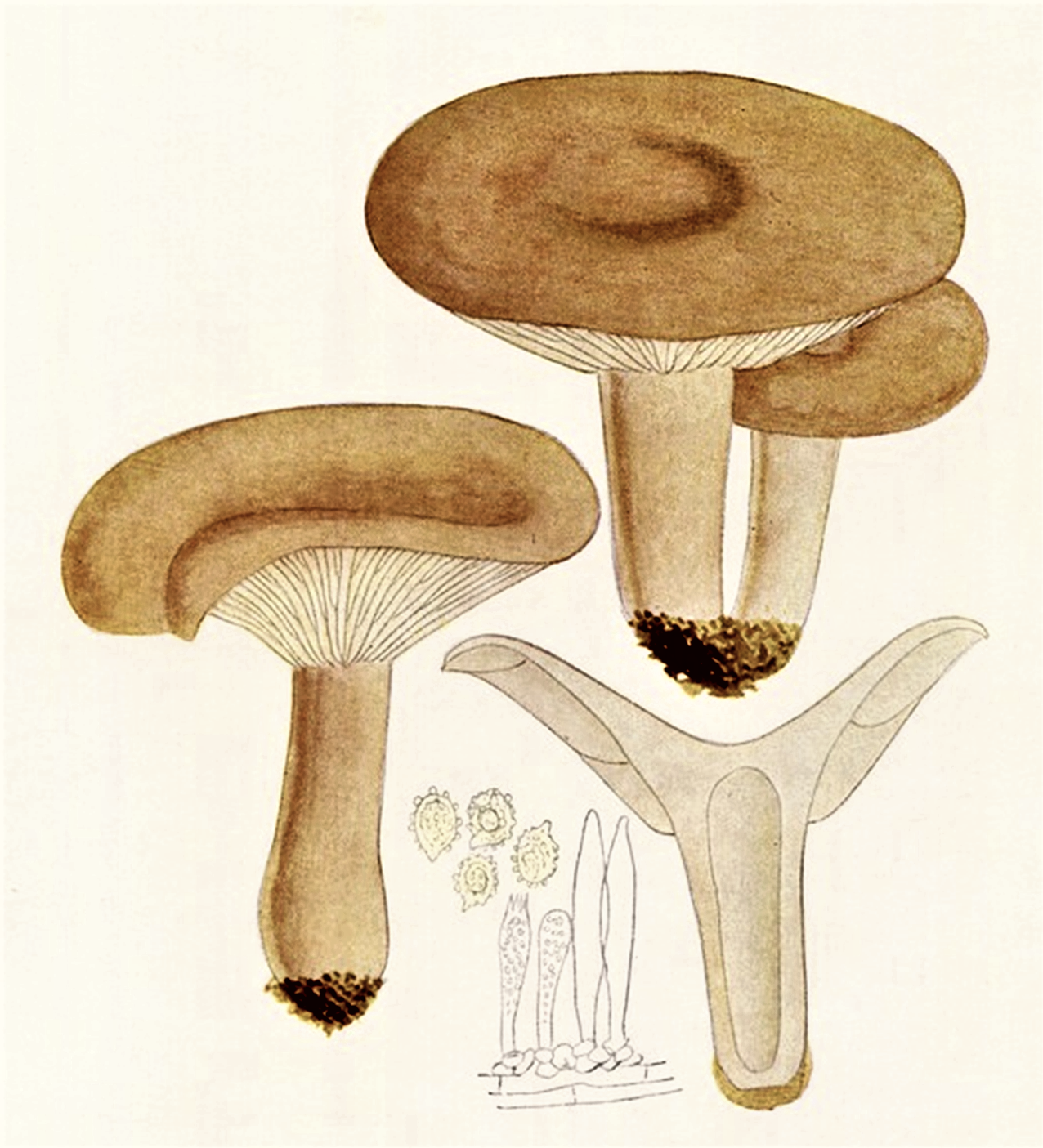
Ábrázolása egy 1928-as olasz ...
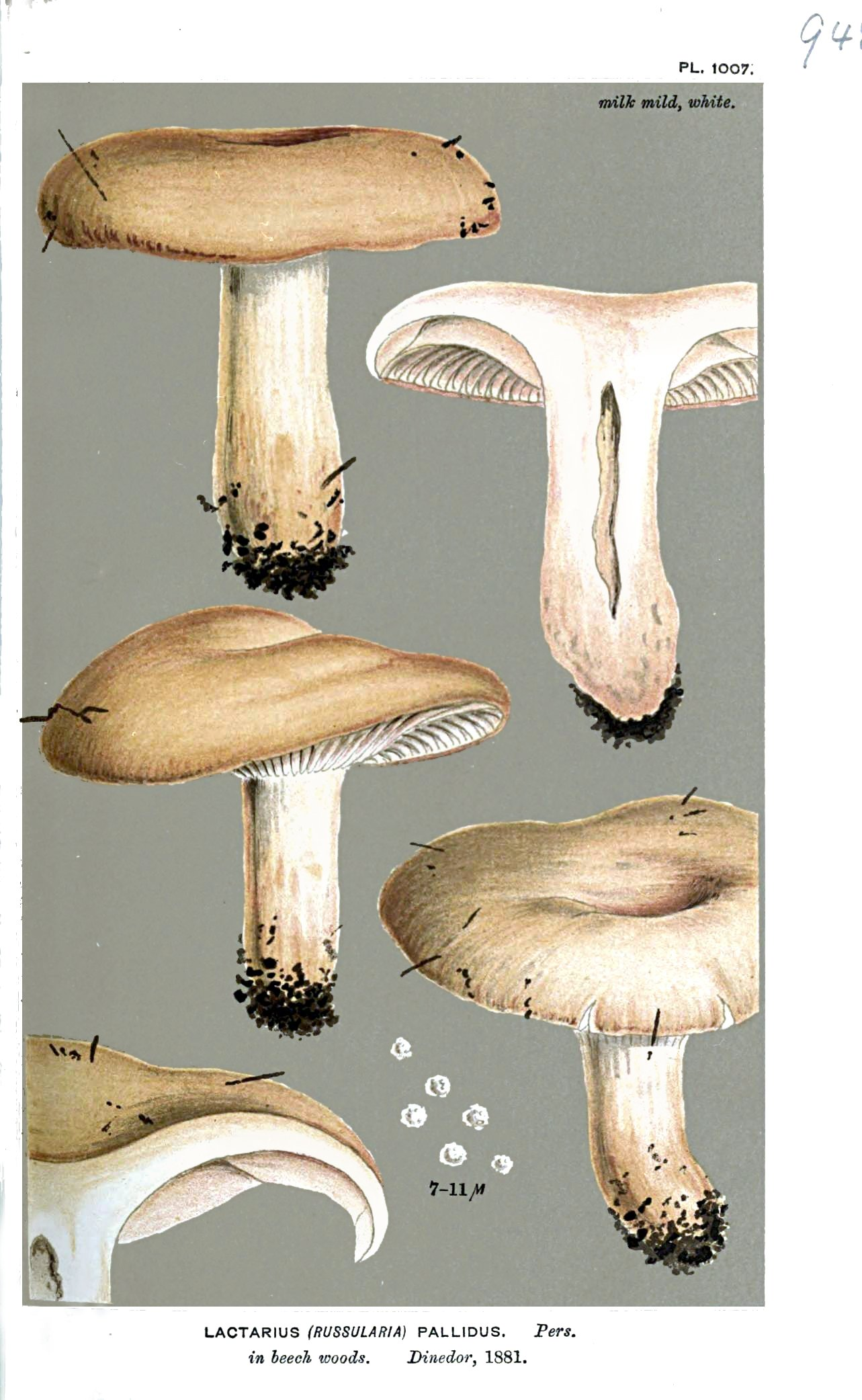
... és egy 1881-es angol gombakönyvben